# Canon RF 70-200mm f/2.8L IS USM
El Canon RF 70-200mm f/2.8L IS USM és un teleobjectiu zoom de la sèrie L amb muntura Canon RF.
Aquest, va ser anunciat per Canon el 14 de febrer de 2019, amb un preu de venda suggerit de 2989€.
Aquest objectiu s'utilitza sobretot per fotografia de fauna i esport.
El 2020, aquest objectiu va guanyar el premi de Technical Image Press Association (TIPA) com a millor teleobjectiu zoom per a càmeres sense mirall.

## Característiques
Les seves característiques més destacades són:
- Distància focal: 70-200mm
- Obertura: f/2.8 - 32
- Motor d'enfocament: USM (Motor d'enfocament ultrasònic, ràpid i silenciós)
- Estabilitzador d'imatge de 5 passes
- Distància mínima d'enfocament: 70cm
- Rosca de 77mm
- Distorsió òptica a 70mm d'1,21% (tipus barril) i a 200mm de 0,755% (tipus coixí). Amb l'autocorrecció activada aquests valors disminueixen a 0,01% a 70mm (tipus barril) i a 0,078% a 200mm (tipus coixí).[5]
- A 70mm i f/2.8 l'objectiu ombreja les cantonades amb més d'un pas de llum, a partir de f/8 aquest efecte arriba al seu mínim, 0,3 passes de llum. Amb l'autocorrecció activada aquests valors disminueixen a 0,36 passes a f/2.8 i a 0,15 passes a f/8.[5]
- A 200mm i f/2.8 l'òptica ombreja les cantonades amb més de dos passes i mitja, i a f/8 arriba al seu mínim, amb 0,18 passes d'ombrejat.
- Amb l'autocorrecció activada aquests valors disminueixen a gairebé mig pas a f/2.8 i a 0,11 passes a f/8.
- La millor qualitat òptica en tota la focal es troba a f/4 al centre, i a f/5.6 a les cantonades.[5]

## Construcció[6]
- La muntura i part d l'interior són metàl·lics, mentre que la resta de parts són de plàstic.
- El diafragma consta de 9 fulles, i les 17 lents de l'objectiu estan distribuïdes en 13 grups.
- Consta de dos lents de fluorita (per resistir la brutícia i taques), d'una de super ultra baixa dispersió, quatre lents d'ultra baixa dispersió, una d'elles asfèrica, una lent asfèrica i un revestiment de sublongitud d'ona.

## Accessoris compatibles[7]
- Tapa E-77 II
- Parasol ET-83F
- Filtres de 77mm
- Tapa posterior RF
- Funda LP1424
- Muntura per a trípode de tipus anell E (WIII)

## Objectius similars amb muntura Canon RF
- Canon RF 70-200mm f/4L IS USM[8]